# جوان نيكولاس
جوان نيكولاس (بالإنجليزية: Joanne Wright) هي لاعبة كرة الريشة بريطانية، ولدت في 10 أكتوبر 1977 في ساوثبورت ‏ في المملكة المتحدة.

## وصلات خارجية
- جوان نيكولاس على موقع BWF.tournamentsoftware.com (الإنجليزية)
- جوان نيكولاس على موقع BWFbadminton.com (الإنجليزية)
- جوان نيكولاس على موقع اللجنة الأولمبية الدولية (الإنجليزية)
- جوان نيكولاس على موقع أوليمبيديا (الإنجليزية)
- جوان نيكولاس على موقع اللجنة الأولمبية البريطانية (الإنجليزية)
- جوان نيكولاس على موقع دورة ألعاب الكومنولث 2006 (مؤرشف) (الإنجليزية)